# Живодов, Геннадий Петрович
Геннадий Петрович Живодов (род. 18 января 1937) — советский и российский шахматист, мастер спорта СССР (1967), международный мастер ИКЧФ (1989).

## Общие биографические сведения
Электромеханик высшего разряда.
Ученик Н. К. Аратовского.
Участник чемпионатов РСФСР и отборочных этапов чемпионата СССР.
На протяжении многих лет член президиума шахматной федерации Саратовской области.

## Достижения в очной игре
Победитель мемориала Аратовского 1979 г. В 2005 году стал чемпионом Саратовской области среди ветеранов.

## Достижения в игре по переписке
В составе сборной РСФСР по заочным шахматам победитель 6-го командного чемпионата СССР, серебряный призёр 5-го командного чемпионата СССР. Выступал за сборную СССР в командном чемпионате Европы по переписке. Бронзовый призёр 9-го индивидуального чемпионата РСФСР по переписке (1982—1984). Второй призёр международного турнира по переписке «Львов-40» (1986—1991; в ходе турнира выполнил норму международного мастера ИКЧФ).

## Спортивные результаты
| Год                       | Город                                                                | Соревнование                                                         | + | −  | = | Результат | Место                     |
| ------------------------- | -------------------------------------------------------------------- | -------------------------------------------------------------------- | - | -- | - | --------- | ------------------------- |
| 1967                      | Ленинград                                                            | Спартакиада народов РСФСР (сборная Саратовской области)              |   |    |   |           | Команда — 2-я             |
| 1968                      | Орёл                                                                 | Полуфинал чемпионата РСФСР                                           |   |    |   |           | 1—4                       |
|                           | Грозный                                                              | Чемпионат РСФСР                                                      | 4 | 11 | 1 | 4½ из 16  | 16                        |
| 1969                      | Ростов-на-Дону                                                       | Отборочный турнир (четвертьфинал) 37-го чемпионата СССР              | 3 | 8  | 4 | 5 из 15   | 14—15                     |
| 1975                      |                                                                      | Спартакиада народов РСФСР (сборная Саратовской области)              |   |    |   |           |                           |
| 1977                      | Саратов                                                              | Мемориал Н. К. Аратовского                                           |   |    |   | 8½ из 13  | 3                         |
| 1979                      | Саратов                                                              | Мемориал Н. К. Аратовского                                           |   |    |   |           | 1—3                       |
| 1981                      | Владимир                                                             | Чемпионат РСФСР                                                      | 5 | 6  | 4 | 7 из 15   | 9 из 16                   |
| 1999                      | Саратов                                                              | Мемориал Н. К. Аратовского                                           |   |    |   | 4 из 9    | [ 14 ] [ 15 ]             |
| СОРЕВНОВАНИЯ ПО ПЕРЕПИСКЕ |                                                                      |                                                                      |   |    |   |           |                           |
| 1975—1978                 | 5-й командный чемпионат СССР по переписке (сборная РСФСР, 2-я доска) | 5-й командный чемпионат СССР по переписке (сборная РСФСР, 2-я доска) | 3 | 0  | 9 | 7½ из 12  | 3 на доске, команда — 2-я |
| 1978—1981                 | 6-й командный чемпионат СССР по переписке (сборная РСФСР, 6-я доска) | 6-й командный чемпионат СССР по переписке (сборная РСФСР, 6-я доска) |   |    |   | 9 из 16   | Команда — чемпион         |
| 1982—1984                 | 9-й чемпионат РСФСР                                                  | 9-й чемпионат РСФСР                                                  | 7 | 2  | 5 | 9½ из 14  | 3                         |
| 1984—1987                 | 10-й чемпионат РСФСР                                                 | 10-й чемпионат РСФСР                                                 | 1 | 8  | 8 | 5 из 17   | 15                        |
| 1986—1991                 | Международный турнир «Львов-40»                                      | Международный турнир «Львов-40»                                      | 9 | 2  | 3 | 10½ из 14 | 2                         |